# Bharatanatyam

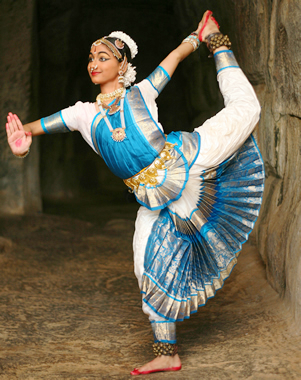
Bailarina de bharatanatyam haciendo la postura natharás (‘el rey del baile’).

El Bharata Nāṭyam ―பரதநாட்டியம்: paratanāṭṭiyam, en tamil― es una danza clásica de la India, originaria de Tamil Nadu, un estado del sur de India.
Es una de las ocho o nueve danzas clásicas de la India, como el kathakali, mohiniyattam, odissi, kuchipudi, kathak y manipuri. Se cree que es una forma de danza reconstruida a partir del cathir, que a su vez es una reconstrucción de danzas más antiguas, provenientes de los templos de la antigua India, del I milenio a. C. Las asociaciones, sin embargo, deben ser sometidas a un examen exhaustivo. No hay una línea clara que vincule al Bharatanatyam con formas de danza milenarias. No existe una manera certera de saber cómo eran las danzas hace 2000 años, y es necesario reconocer que la estética y las formas de Bharatanatyam contemporáneo son parte de una visión nacionalista, la cual sobreponía una estética brahmánica de clase alta sobre las tradiciones existentes en el sur de la India. La invención del Bharatanatyam es el resultado de un proyecto que buscaba mezclar una pasado milenario con  la necesidad de crear una nueva identidad para India como país independiente. 
Usualmente el bharatanatyam está acompañado de música carnática.

## Etimología
Hay varias teorías sobre la etimología de la palabra bharatanatyam. Una de ellas es que proviene del nombre del autor (Bharata Muni) del tratado sánscrito sobre artes escénicas Natia-sastra, al que también se le llama el «quinto Veda» en su referencia a la fundación de las doctrinas hinduistas.
Hay otra etimología popular en la que se cree que la palabra bharata viene de:
- bha, de bhava (sentimiento) o abhinaya (expresión).
- ra, de raga (melodía).

## Raíces tradicionales

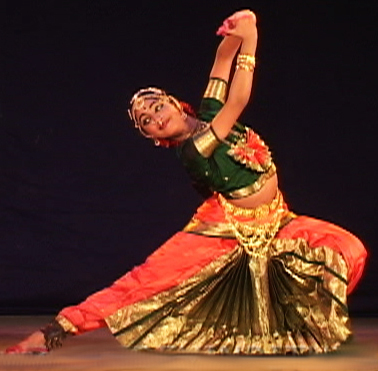
Bailarina de bharatanatyam en la noche.

Los orígenes del bharatanatyam proceden del Natia-sastra, escrito por el sabio hinduista Bharata Muni (que vivió entre 200 y 400 d. C.). En tiempos antiguos era practicado en los templos por las devadāsī (‘esclavas de Dios’). Muchas de las antiguas esculturas de los templos hinduistas se basan en las posturas de la danza bharatanatyam, puesto que el bharatanatyam viene a ser la representación terrenal de la danza de las Apsarās, las bailarinas celestiales. En el sentido más esencial, una deidad hinduista es un ser venerado en su templo/residencia, al cual se ofrece un conjunto estándar de servicios religiosos llamados sodasa upacharas (‘dieciséis hospitalidades’), entre los que se encuentran la música y la danza, agradables a los sentidos. Por lo tanto, muchos templos hinduistas tradicionalmente mantienen complementos de entrenamiento musical y dancístico, al igual que los gobernantes indios.
El bharatanatyam, como forma de danza y música carnática, está profundamente basado en el Bhakti. Se dice que es la encarnación de la música en forma visual, una ceremonia y un acto de devoción. La danza y la música son formas inseparables: sólo con Sangeetam (palabras o sílabas ajustadas a un raga o melodía), la danza puede ser conceptualizada.

## Ideas esenciales
El bharatanatyam se considera una danza del fuego, una manifestación mística del elemento fuego en el cuerpo humano. Es uno de los cinco mayores estilos (uno por cada elemento), que incluye el odissi (elemento agua) y el mojini-iatam (elemento aire). Los movimientos de un auténtico bailarín de bharatanatyam se asemejan al movimiento del danzar de una llama. Actualmente, el bharatanatyam raramente es practicado como natia-ioga, una tradicional danza meditativa sagrada, salvo por muy pocas escuelas ortodoxas.

### Simbología espiritual
El bharatanatyam es la manifestación de una idea ancestral de celebración de la eternidad del universo, a través de la celebración de la belleza del cuerpo material. Algunas técnicas de bharatanatyam pueden remontarse a otros estilos como el kaisiki, que reflejan revelaciones de yogis espirituales, tales como la visión de Vyagrapada y Patañjali en Chidambaram.
En la mitología hinduista, el universo es descrito como una danza del bailarín supremo, Natarásh (que es uno de los nombres del dios Shiva, el asceta yogui, proveedor del orden y el bien). El simbolismo de la danza de Shiva ―en su forma de Natarás― se representa con la postura llamada «ananda tandavam». También conocido como el bailarín cósmico, es por tanto la personificación y al mismo tiempo la manifestación de la energía eterna a través de «cinco acciones» (pancha-kriia), a saber: la creación, el despliegue, el mantenimiento de la duración, o sthiti; la destrucción o la regresión, smhara; el ocultamiento de lo esencial tras el velo de las apariencias, en sánscrito tirobhava; y el favorecimiento de la gracia mediante una manifestación de sumisión devota (o anugraha). Shiva se representa bailando sobre el cuerpo deforme del demonio Apasmara Purusa (‘el varón olvidadizo’), llamado en tamil Muyalaka, que representa la ignorancia, la destrucción de las cosas que traen el conocimiento, la verdadera sabiduría y la liberación de las existencias.

## Declive en la Edad Media

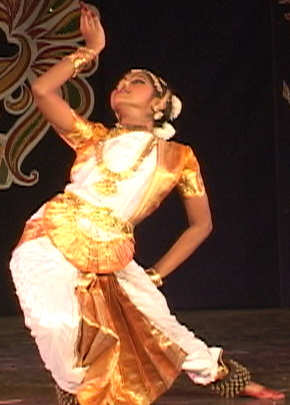
Bharatanatyam, del período Serfoji II.

Los reyes locales solían invitar a bailarinas (devadasi) para verles danzar en la corte, lo que provocó el surgimiento de una nueva categoría de bailarines ―llamados rasha-nartaki― que a su vez influyeron en la técnica y el repertorio de los recitales. Una devadasi debía contentarse con pasar desapercibida en su danza, y ofrecerse rendida a su Señor; mientras que el baile de las rajanarthaki se consideraba una especie de entretenimiento.
Aunque los ballets contemporáneos tamiles "bharatanatyam" son considerados generalmente como una forma de entretenimiento, el estilo de danza de Natya Shastra tenía un origen ceremonial, que aspiraba a elevar espiritualmente a los espectadores. El bharatanatyam es una danza individual que combina dos aspectos: el lasya ―o la gracia de las líneas y los movimientos femeninos― y el tandava (en sánscrito) o Ananda Thandavam (en tamil) que versa sobre la danza de Shiva, y representa el aspecto masculino. Se reflejan así las formas propias de la cultura china del Ying Yang.
El cuarteto compuesto por Chinnayya, Ponniah, Sivanandam y Vadivelu, que trabajó en la corte de Tanjore al servicio del Rey Saraboji II (1798-1832), desempeñó un papel muy valioso para la música y el bharatanatyam, y culminó la asimilación del antiguo bharatanatyam hasta llevarlo a su actual forma con sus diversos recursos. Los descendientes de estos cuatro hermanos se convirtieron en la primera generación de maestros de baile (Nattuvanar) del bharatanatyam en Tanjore. Originalmente, formaron una comunidad shaivita en sí, manteniéndose apartados del brahmanismo. La caída de los reinos hinduistas del sur señaló el posterior decline del Natya, que ya había sido desalojado del norte tras la invasión musulmana. El baile sagrado, parte integrante del Sodasa Upacharam, fue reemplazado por ofrendas de arroz.

## Renacimiento contemporáneo
Artistas como E. Krishna Iyer ―quien defendió la posición social del bailarín― o Rukmini Devi Arundale ―que modificó esencialmente el estilo pandanallur del bharatanatyam― fueron los pioneros en reclamar prestigio para su arte y difundirlo por todo el mundo. Según afirma Shri Sankara Menon, Rukmini Devi entendía el bharatanatyam como una forma de arte purista, aislándola de su controvertida tradición histórica y suprimiendo ciertos "elementos dudosos" (básicamente, el Sringar, un aspecto emocional del baile de implicaciones eróticas, manifestadas a través de contorneos del torso y las caderas) provenientes del estilo Pandanallur y otras tradiciones de la cultura devadasi. Las representaciones amorosas quedaban limitadas a los estrictos márgenes de la castidad. En este sentido, Balasaraswati comentó que "el esfuerzo por purificar el bharatanatyam mediante la introducción de nuevas ideas es como empañar el oro pulido, o pintar un loto".
Tras tres años de estudio, Rukmini Devi Arundale fundó en 1936 la escuela Kalakshetra a las afueras de la ciudad de Madras, con el fin de difundir su conocimiento y promover otros estudios sobre arte y música indias. Ella fue una de las primeras personas en enseñar esta técnica a hombres. El baile, en aquel momento, era realizado exclusivamente por mujeres. Los hombres, llamados «Nattuvanar», se ocupaban de su enseñanza, pero no hacían interpretaciones en público. Es digno de atención que la mayoría de los bailarines de bharatanatyam contemporáneos no satisfacen los criterios de exigencia profesional especificados en los códigos. El aprendizaje del bharatanatyam suele llevar muchos años antes del arangetram o debut. En muchos países, existen instituciones ―privadas y públicas― que imparten clases de bharatanatyam. En la actualidad no solamente hinduistas, sino también personas de otras religiones y culturas lo practican, entendiéndolo como un arte flexible de significación no estrictamente religiosa.
Aunque los estilos Pandanallur, Thanjavur, Vazhuvoor, Mysore o Kancheepuram se basaban en el arte de los rajadasis y son por tanto exotéricos por naturaleza, algunos otros, como el estilo Melattur o el del mismo Balasaraswati, crecieron como parte de la tradición devadasi, de índole esotérica.
El desarrollo del baile de bharatanatyam quedó por tanto envuelto en la polémica. Algunas voces, entre ellas la de la célebre historiadora del baile indio Ashish Khokar, han denunciado una práctica común de muchas mujeres ―también brahmánicas― que se han apropiado de determinadas antiguas tradiciones Devadasi sin asumir otros aspectos del Devadasi contemporáneo.
Actualmente, los recitales de bharatanatyam no se interpretan dentro del santuario de un templo, sino fuera, siendo así incluso en festividades de importancia. La mayoría de los espectáculos se realizan en un escenario preparado y con un conjunto musical adecuado. La cultura popular ha recreado en películas y programas televisivos un bharatanatyam adaptado, o "semiclásico", que goza de gran acogida.

## Técnica

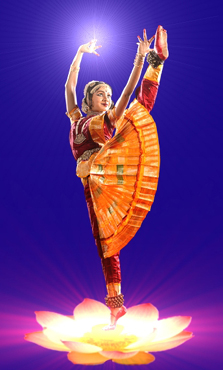
La mano derecha de esta bailarina está en el jasta katakamukha, con los 3 dedos unidos simbolizando la sagrada sílaba Om. Los dedos de la mano izquierda están en el jasta alapadma, el loto giratorio de iluminación espiritual. Los ojos se dirigen directamente al Señor Supremo. La pierna derecha se eleva, representando la elevación de la consciencia desde la Tierra a los Cielos en un solo paso.

La técnica del bharatanatyam se compone de:
- abhinaya o natia: el arte dramático-narrativo
- nritta: movimientos de danza, que actúan como un medio de descripción visual de los ritmos
- nritya: la combinación de abhinaya y nritta,

### Karanas
Los karanas son los 108 movimientos transicionales que marcan el bharatanatyam y otras danzas clásicas de India. La mayoría de estos 108 karanas tienen una pose estática que actúa como eje central. Se supone que el artista debe pararse y mantenerla durante un período concreto de aproximadamente medio segundo.

### Jasta o mudra
Un rasgo característico del bharatanatyam es el uso de los gestos (mudra) de la mano (jasta) como medio de comunicación. Los jastas son precisamente esos gestos, que se utilizan exhaustivamente y están bien catalogados. El jasta anyali, por ejemplo, suele emplearse como señal de saludo.
Los jastas se clasifican en varios grupos, dos de ellos son: asamiuta (sencillos) y samiuta (combinados), respectivamente. El Abhinaia-darpana describe 28 asamiuta-jastas y 24 samiuta jastas y su uso (o viniyoga), aunque en el Natia-shastra se mencionan muchos más. Por otra parte, los establecidos en el Abhinava-bharati difieren considerablemente de los descritos en el Abhinaia-darpana, que es un texto relativamente moderno. Muchos jastas pueden ser usados de más de un modo, dependiendo de la música que acompañe al bailarín y del contexto que este está comunicando a su audiencia.

### Adavus
Los adavus son series de pasos establecidos, y su ejecución varía enormemente de un estilo a otro. La mayoría de las escuelas reconocen 108 adavus básicos, mientras que otras aumentan esta cifra hasta los 150. Pocos bailarines profesionales usan más de 60. Una combinación de adavus se denomina jathi, generalmente desarrollados en las partes nritta de un ejercicio bharatanatyam.

### Bhedas y movimientos oculares
Las técnicas de bharatanatyam incluyen otros movimientos, como complejos desplazamientos de cuello, cabeza y ojos.
El Abhinaia-darpana define un total de 9 movimientos de cabeza, 4 de cuello y 8 de ojos que se usan a lo largo de todo el baile.
- Movimientos de cabeza (shiro bhedas): sama, udhvahita, adhomukha, alolita, dhutam, kampitam, paravruttam, utkshiptam y parivahitam.
- Movimientos de cuello (griva bhedas): sundari, tirashchina, parivartita, prakampita
- Movimientos oculares (drishti bhedas): sama, alolita, sachi, pralokita, nimilite, ullokita, anuvritta, avalokita

## Ejecución

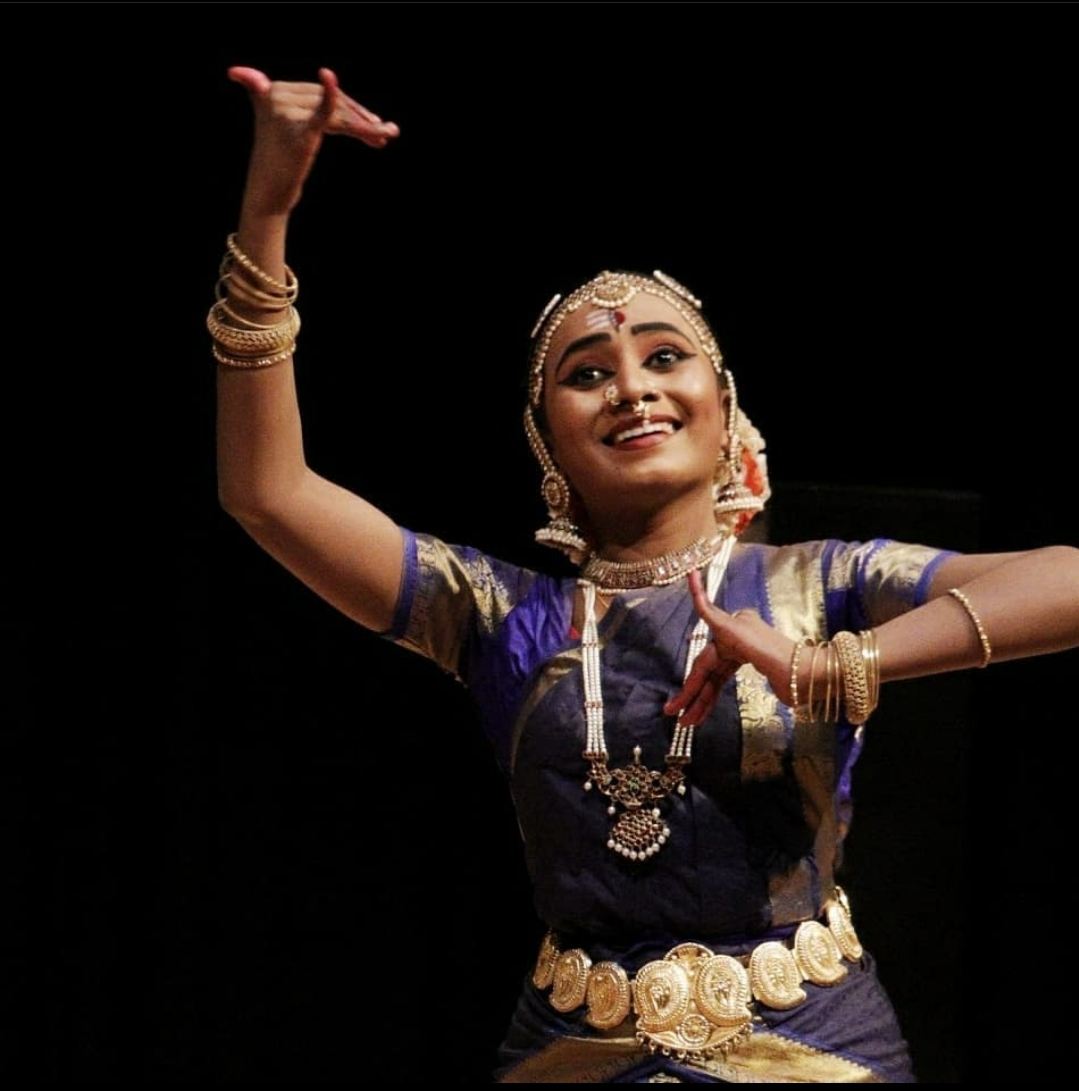
Bailarina de Bharatanatyam.

Generalmente, un espectáculo bharatanatyam contemporáneo desarrolla las siguientes partes:
- ganapati vandana: invocación inicial al dios Ganesha, quien vence los obstáculos.
- alarippu: presentación del tala (ritmo), señalado por sílabas susurradas por el bailarín. Esta es otra invocación a los dioses para que bendigan el baile que va a comenzar.
- yati-suaram: danza abstracta acompasada por la percusión. Aquí, el bailarín muestra su habilidad marcando los pasos y exhibiendo la gracia de sus movimientos.
- shabdam: danza acompañada de un poema o una canción de índole devota o amorosa.
- varnam: pieza central del ejercicio, es la más larga de sus partes y se acentúa con los movimientos de mayor complejidad. Las posiciones de las manos y el cuerpo cuentan una historia, generalmente sobre amor y la espera del amado.
- padam: la sección probablemente más lírica del baile, en el que el artista "habla" de algunos aspectos del amor: su devoción al Ser Supremo, el amor de una madre por su hijo o el reencuentro de los amantes separados.
- thillana: danza final, en la que se acompaña el virtuosismo de los músicos con un complejo catálogo de pasos y miradas sugerentes del artista bharatanatyam.

Aparte de estos recursos relativamente modernos, existen algunos más tradicionales como el Kautuvam, el Koothu, el Shlokam, Swarajathi o Krithi. El baile termina con la entonación de algunos versos religiosos de bendición. Algunos estilos incluyen elementos más avanzados, como el Tharanga Nritham o el Suddha Nritham. Cuando el bailarín es un consumado maestro de todos estos elementos, generalmente puede proceder a su Arangetram o debut.
- Angikam: es una canción devota sobre el señor Shiva y un elemento de baile en el bharatanatyam. Puede realizarse igualmente en el estilo byapti, más lento de lo normal.

## Complementos
- Vestidos: Si bien los antiguos textos y esculturas representan la figura del artista parcialmente desnudo, la influencia puritana de la época medieval hizo que los devadasi empezasen a usar un pesado sari especial que restringe parcialmente la capacidad de movimiento del bailarín. Hay diversas variedades de vestidos bharatanatyam, que facilitan en mayor o menor medida el movimiento. Los usados actualmente son altamente simbólicos, puesto que su propósito es proyectar el aura del bailarín (su sukshma sharira o cuerpo sutil) en el mundo material.
- Música: La música de acompañamiento es generalmente el estilo carnático del sur de India.
- Acompañamiento: para su ejecución se usan especialmente instrumentos del sur de India. Entre ellos, el mridangam (tambor de dos parches), el nagaswaram (una trompa larga hecha de madera negra), la flauta, el violín y el vina, un instrumento de cuerda tradicional comúnmente asociado a Sarasuati, la diosa hinduista de las artes y el conocimiento.
- Idiomas: generalmente se canta en sánscrito o en tamil.

## Características discriminatorias

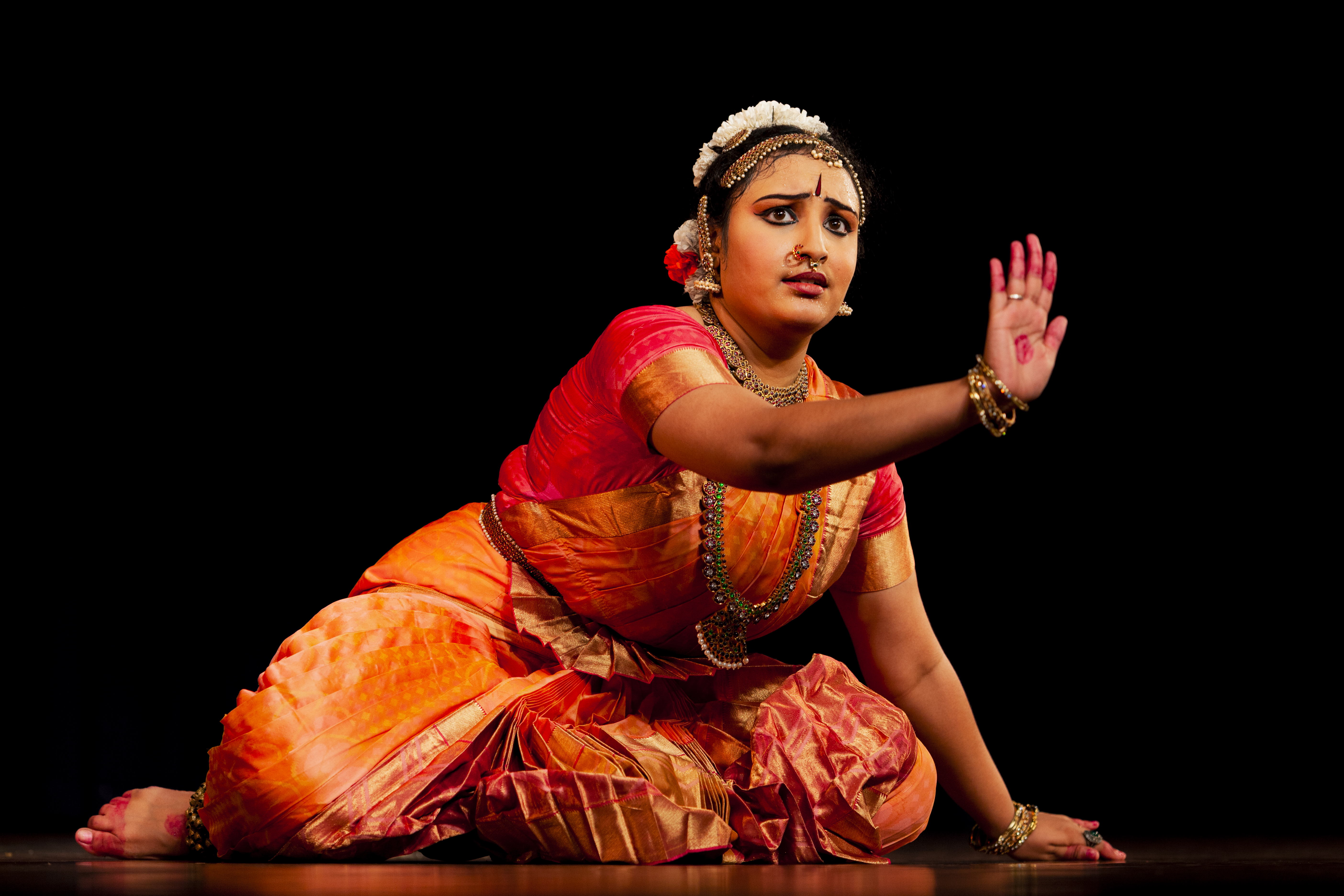
Bailarina de Bharatanatyam en 2015.

Un bailarín profesional de bharatanatyam debería reunir un conjunto de virtudes. Tal como explica el Sanguita-ratna-kara, el auténtico baile está relacionado con la belleza del cuerpo, de la que cualquier otra belleza no es más que una parodia (VII.1246).
El Abhinaia-darpana tiene un sloka (verso) en el que describe el patra prana dasha smrutaha (las diez virtudes esenciales del bailarín):
- yavaja, la agilidad
- sthira, la firmeza
- rekha, la gracia de líneas
- bhramari (confusión), o el equilibrio en las piruetas
- drishti, que representa la mirada
- sramaja, o la dedicación
- medha, inteligencia
- sraddha, la devoción,
- vacha, el buen discurso
- guita, la habilidad para el canto.

Según otro texto clásico del bharatanatyam, una bailarina profesional (o patra) debe reunir las siguientes cualidades: ha de ser joven, esbelta, hermosa, con grandes ojos, pecho erguido, segura de sí misma, ingeniosa, agradable, capaz de saber cuándo bailar y cuándo dejarlo, capaz de seguir el ritmo de los sonidos y la música y de bailar al compás de otros (thalam); debe poder llevar espléndidos vestidos y en general mostrar un carácter alegre.
El Natia-shastra señala que las mujeres de «hermosos miembros, conocimiento de las 64 artes y artesanías (kala), inteligentes, corteses en el trato, libres de enfermedades venéreas, siempre fuertes, libres de indolencia, acostumbradas al trabajo duro, capaces de realizar varias artes con destreza, dispuestas para el baile y el canto, sobresalientes en su belleza, plenas de juventud, brillantes y dotadas de un modo notable de todas las cualidades que toda mujer tiene son llamadas bailarinas narthaki».